# Ignaz Greiner (Theologe)
Ignaz Greiner (* 8. Dezember 1698 in Linz; † 7. August 1755 in Graz) war ein österreichischer Theologe.

## Leben
Ignaz Greiner widmete sich dem geistlichen Stand und trat im Alter von 18 Jahren in den Jesuitenorden ein, in dessen Kollegium er seine Vorbereitungsstudien vollendete. Nachdem er 1720 sein Gelübde abgelegt hatte, lehrte er in der Schule seines Ordens in Wien die Rhetorik und versah dann nacheinander die Stelle eines Predigers in Preßburg, Passau, Steyr und Krems. Daraufhin war er Direktor einer Kongregation in Wien und später Rektor des Professhauses in Neusohl. Zuletzt hielt er sich als Seelsorger im Kollegiathaus in Graz auf, wo er am 7. August 1755 im Alter von 56 Jahren starb.
Manche brauchbare historische und literarische Bemerkungen enthält seine Beschreibung der Wiener Hofbibliothek, die unter dem etwas gezierten Titel Bibliothecae veterum deperditae in Caesarea Viennensi instauratae (2 Teile, Wien 1729) erschien und in ihrem ersten Teil die alten Bibliotheken – u. a. die athenische, die attalische und die Alexandrinische Bibliothek sowie andere weniger berühmte –, im zweiten Teil aber die kaiserliche in Wien bespricht. Nur geringen Stoff zur Geschichte der Päpste bietet seine Laudatio funebris Benedicti XIII. Pont. Opt. Max. (Wien 1730), weil sie zu panegyrisch ist und zu wenig auf seine Beziehungen zu den Zeitverhältnissen Rücksicht nimmt. Sein asketischer Versuch Dreitägige Geistesversammlung (Krems, ohne Jahr) entspricht gänzlich der religiösen Richtung jener Zeit.